# AN/SPN-46
AN/SPN-46 — американский корабельный радар компании Textron Systems, используемый на авианосцах ВМС США в системах автоматической посадки на авианосец (англ. Automatic Carrier Landing System, ACLS) и точного захода на посадку (англ. Precision Approach Landing System, PALS). Обеспечивает контролируемую кораблём-носителем посадку летательного аппарата на палубу в любых погодных условиях, в том числе при нулевой видимости. Управляющая информация передаётся пилоту по голосовому радио либо непосредственно на автопилот летательного аппарата. Система позволяет управлять посадкой одновременно двух самолётов или вертолётов.
Использует технологию LPI (англ. Low Probability of Intercept, малая вероятность перехвата) для уменьшения вероятности демаскировки корабля-носителя.
AN/SPN-46 является усовершенствованной моделью AN/SPN-42. По сравнению с прототипом в система оснащена компьютерами AN/AYK-14 с шиной 1553B.

## История
Система была впервые опробована в 1984 году подразделением Патуксент-Ривер отделения авиации Центра военно-морских вооружений в Мэриленде. В 1985 году система AN/SPN-46 (V)1 была размещена на авианосце CV-67 «Джон Кеннеди». В 1986 и 1987 годах для радиолокационной системы были проведены оперативные испытания. В 1987 году военно-морской флот утвердил систему «полного автоматического управления с момента захвата самолета на расстоянии десяти морских миль до приземления на палубе». За период с 1987 по 1991 год ВМС были поставлены пять систем. В то время как шестая система находилась в производстве, его производитель Bell Aircraft, дочерняя компания Textron Systems, был объединён с Textron Defense Systems, еще одной дочерней компанией Textron Systems. Вскоре после этого были сделаны еще семь радиолокационных систем, пять из которых пошли на замену радарных систем AN/SPN-42A, а две установлены на новые авианосцы. В 1998 году производство системы V1 была прекращена, установленные системы будут эксплуатироваться до 2025 года.

## Режимы работы
Система AN/SPN-46 может работать в трёх режимах:
- Mode I (автоматическое управление): подсистема центрального компьютера (англ. Central Computer Subsystem, CCS, по одному компьютеру AN/AYK-14 в каждом из двух каналов) получает информацию о движении летательного аппарата и корабля, скорости и направлении ветра и передаёт команды и сигналы ошибки через систему передачи данных Link 4A. Летательный аппарат получает сигналы и преобразует их в управляющие воздействия для органов управления.
- Mod II (полуавтоматическое): на индикаторе в кабине пилота отображается перекрестие, которое показывает отклонение самолёта от идеальной глиссады, помогая пилоту осуществить посадку в ручном режиме.
- Mod III (ручное управление по голосу): команды и сигналы ошибки отображаются на консоли управления оператора воздушного движения корабля-носителя, который транслирует их пилоту по голосовому радио.

## Установки на кораблях
- Авианосец «Энтерпрайз»
- Авианосцы типа «Китти-Хок»
- Авианосцы типа «Нимиц»

## Фото

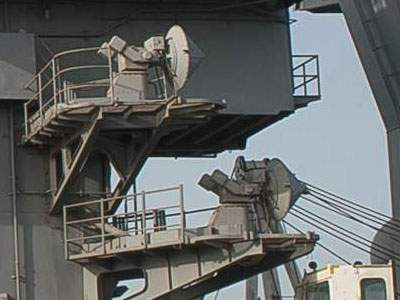
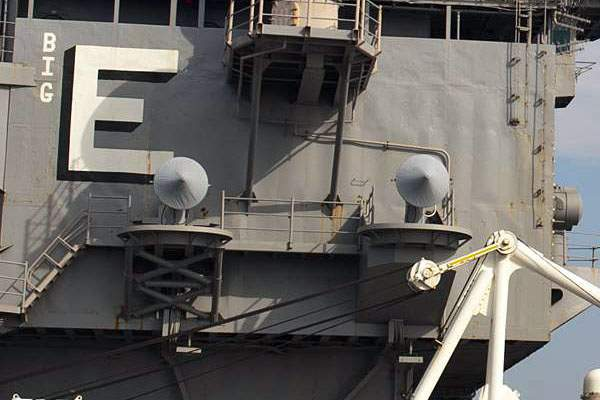
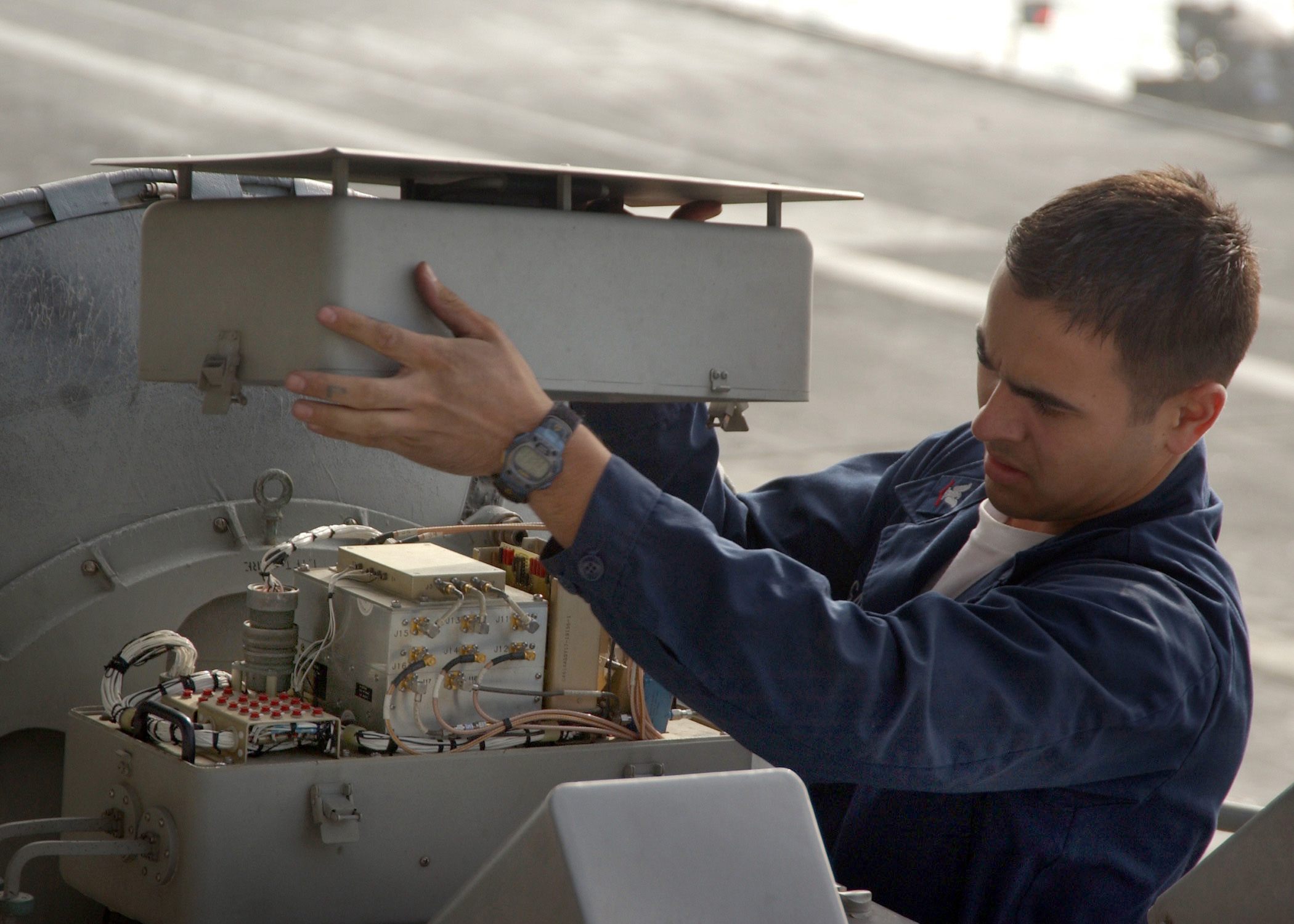
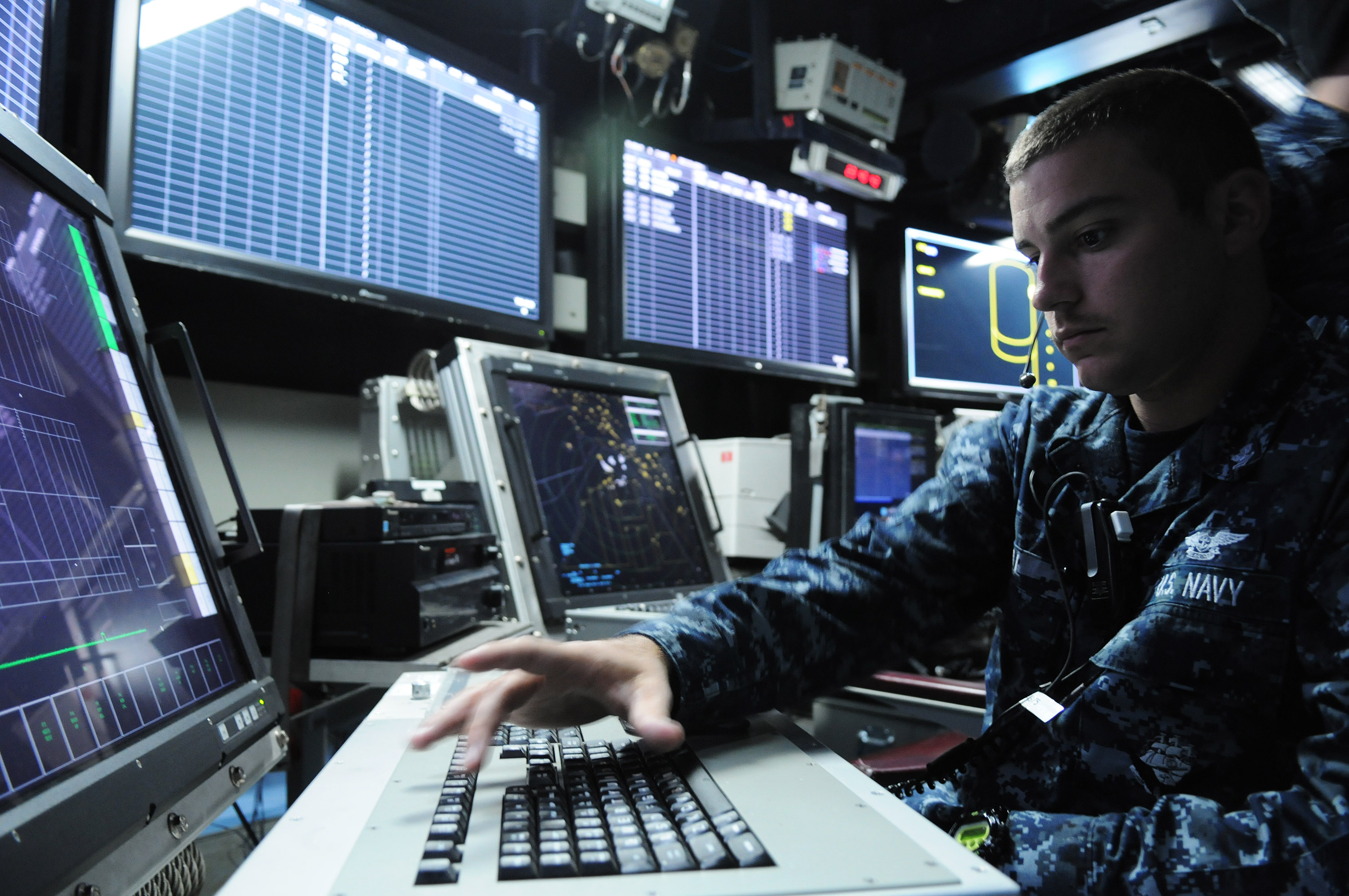
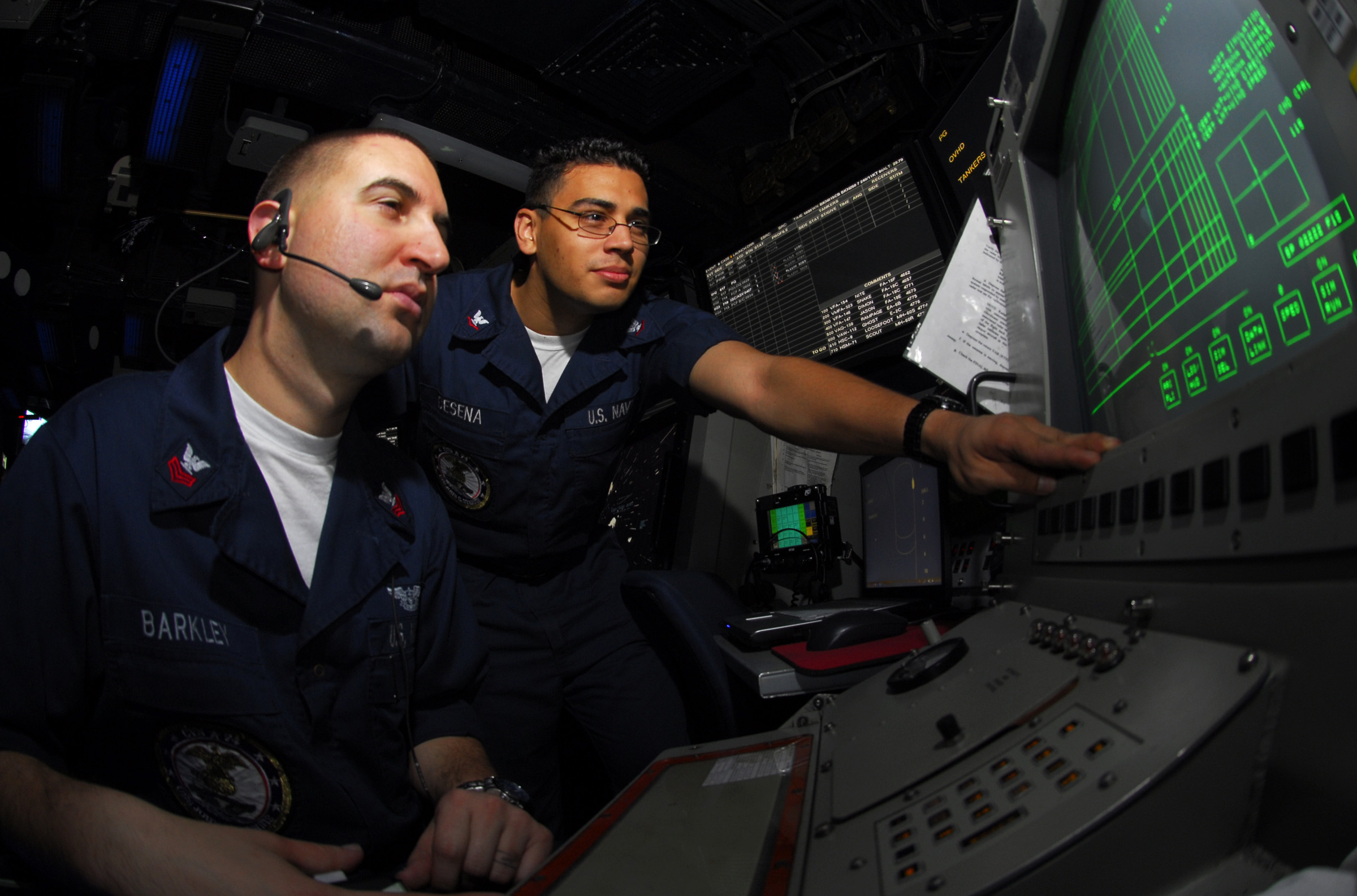
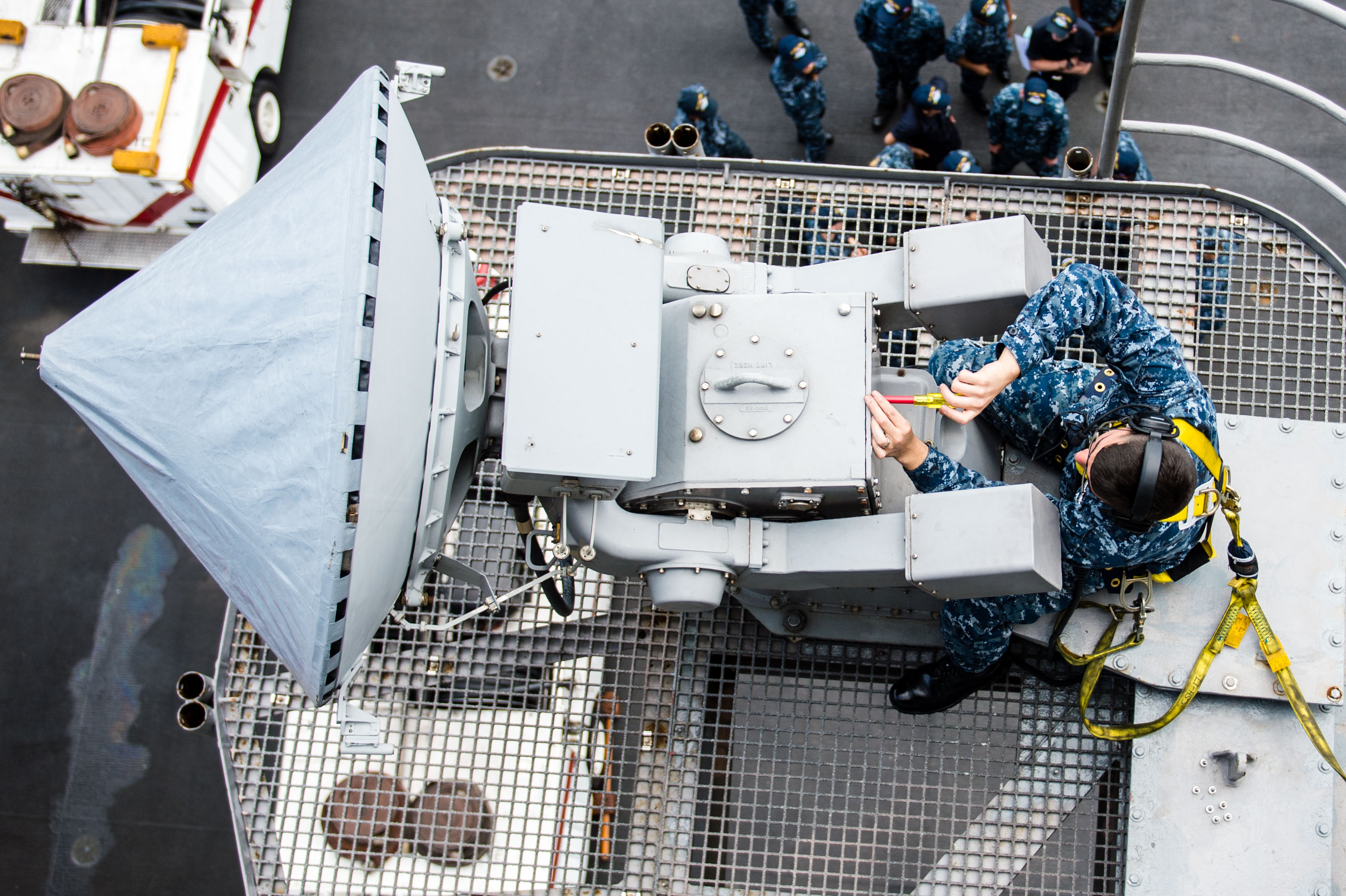